# Villa Fort Sint Anthonie
Villa Fort Sint Anthonie is een villa aan de Vughterweg in 's-Hertogenbosch en is gelegen aan het Bossche Broek.

## Geschiedenis
Tussen 1597 en 1883 was er op de plek waar een villa staat het Fort Sint-Anthonie gelegen. Het fort werd afgebroken in dat jaar wegens het verleggen van de weg naar Vught. De villa werd tussen 1932 en 1934 door architect Hendrik Willem Valk gebouwd als zijn woonhuis. Het huis bleef door Valk in gebruik tot aan zijn dood in 1973 en nadien werd het een kantoorpand.

## Architectuur
De villa wordt aan drie zijden omringd door het water van de Dommel. Hendrik Willem Valk bouwde het huis in de vormentaal van het Traditionalisme, met verwijzingen naar de middeleeuwse profane architectuur. De gevels zijn opgetrokken uit kloostermoppen met natuurstenen elementen en het huis is verder voorzien van getoogde vensters met glas in lood.